# Hrenova
Hrenova este o localitate din comuna Vojnik, Slovenia, cu o populație de 164 de locuitori.